# Euglenaceae
Euglenaceae es una familia de protistas flagelados, comúnmente presentes en agua dulce, en especial cuando ésta es rica en materia orgánica. Suelen ser fotosintéticos aunque también se incluyen otras especies que secundariamente han perdido los cloroplastos. Son biflagelados, pero presentan un solo flagelo emergente, pues el segundo es muy corto y no sobresale del bolsillo apical. Las especies de esta familia son solitarias o coloniales y presentan uno o varios cloroplastos de gran tamaño y de diversas formas, con o sin pirenoide.